# Groupe C de la Coupe du monde de football 2022
Navigation
- A
- B
- C
- D
- E
- F
- G
- H

- 1/8e
- 1/4
- 1/2
- Finale

Le groupe C de la Coupe du monde 2022, qui se dispute au Qatar du 20 novembre au 18 décembre 2022, comprend quatre équipes dont les deux premières se qualifient pour les huitièmes de finale de la compétition.
Le tirage au sort est effectué le 1er avril 2022 à Doha.
Le premier de ce groupe affronte le deuxième du Groupe D et le deuxième de ce groupe affronte le premier du Groupe D.  

## Présentation des équipes
Les quatre équipes du groupe C, l'Argentine, l'Arabie saoudite, le Mexique et la Pologne, étaient présentes à la Coupe du monde 2018. L'Argentine part favorite du groupe. Depuis son élimination dès les huitièmes de finale en 2018, l'Albiceleste de Lionel Messi a remporté la Copa América 2021 face au Brésil, pays hôte (1-0). Les Argentins restent sur une série de 36 matchs sans défaite et le sélectionneur Lionel Scaloni est prolongé jusqu'en juin 2026 avant même le début de la compétition. L'Arabie saoudite reste sur une élimination précoce dès les huitièmes de finale de la Coupe d'Asie 2019. La fédération saoudienne a fait appel au sélectionneur Hervé Renard, connu pour ses succès avec la Zambie, la Côté d'Ivoire et le Maroc, en juillet 2019. Hervé Renard a construit une équipe collectivement organisée. Depuis sa nomination, les Faucons du désert ont obtenu leur qualification après une campagne maîtrisée, terminant devant le Japon (1-0) et l'Australie (1-0) dans leur groupe. La sélection repose sur une ossature issue du championnat domestique, notamment sur le cador asiatique Al-Hilal dont fait partie le capitaine Salman Al-Faraj qui avait marqué en 2018 contre l'Égypte ; Salem Al-Dawsari a été élu meilleur joueur de la Ligue des champions de l'AFC 2021, Yasser Al-Shahrani est un pilier en défense et Saleh al-Shehri maintient une moyenne d'un but tous les deux matchs en sélection. Le Mexique est l'une des équipes les plus régulières de la Coupe du monde ; la Tri s'est qualifiée pour les huitièmes de finale lors des sept dernières éditions. Toutefois, le sélectionneur argentin Gerardo Martino est l'un des plus décriés de l'histoire de la Tri à l'approche d'une Coupe du monde. La sélection s'est qualifiée sans encombre pour la Coupe du monde derrière le Canada, mais avec un jeu ennuyeux et peu attractif. Le sélectionneur privilégie l'expérience, faisant du Mexique la sélection la plus âgée derrière l'Iran ; la non-retenue des jeunes joueurs suscite des débats avec la perspective de la Coupe du monde 2026 disputée en Amérique du Nord. La Pologne reste sur plusieurs déceptions en phase finale de compétition. Après avoir devancé de justesse l'Albanie et la Hongrie en qualification, la Pologne doit à nouveau se déplacer en Russie d'où elle avait été éliminée dès le 1er tour de la Coupe du monde 2018 et de l'Euro 2020 ; la Russie étant disqualifiée à la suite de l'invasion russe de l'Ukraine, la Pologne affronte la Suède, qui l'avait éliminée de l'Euro 2020, et l'emporte par des buts de Robert Lewandowski et Piotr Zielinski pour se qualifier (2-0).

## Classement
|   | Équipe          | Pts | J | G | N | P | Bp | Bc | Diff |
| 1 | Argentine       | 6   | 3 | 2 | 0 | 1 | 5  | 2  | +3   |
| 2 | Pologne         | 4   | 3 | 1 | 1 | 1 | 2  | 2  | 0    |
| 3 | Mexique         | 4   | 3 | 1 | 1 | 1 | 2  | 3  | -1   |
| 4 | Arabie saoudite | 3   | 3 | 1 | 0 | 2 | 3  | 5  | -2   |

| 8  | 22 novembre 2022 | Argentine       | 1 - 2 | Arabie saoudite |
| 7  | 22 novembre 2022 | Mexique         | 0 - 0 | Pologne         |
| 22 | 26 novembre 2022 | Pologne         | 2 - 0 | Arabie saoudite |
| 24 | 26 novembre 2022 | Argentine       | 2 - 0 | Mexique         |
| 39 | 30 novembre 2022 | Pologne         | 0 - 2 | Argentine       |
| 40 | 30 novembre 2022 | Arabie saoudite | 1 - 2 | Mexique         |

## 1rejournée

### Argentine - Arabie saoudite
| Match 8                                                      | Argentine        | 1 - 2   | Arabie saoudite                               | Stade de Lusail, Lusail                                                       |                                                                               |
| 22 novembre 2022 · 13:00 (UTC+3) · Historique des rencontres | Messi 10e (pen.) | (1 - 0) | 48e Al-Shehri (Al-Buraikan ) · 53e Al-Dawsari | Spectateurs : 88 012 Arbitrage : Slavko Vinčić Arbitre vidéo : Pol van Boekel | Spectateurs : 88 012 Arbitrage : Slavko Vinčić Arbitre vidéo : Pol van Boekel |
| 22 novembre 2022 · 13:00 (UTC+3) · Historique des rencontres | Rapport          |         |                                               | Spectateurs : 88 012 Arbitrage : Slavko Vinčić Arbitre vidéo : Pol van Boekel | Spectateurs : 88 012 Arbitrage : Slavko Vinčić Arbitre vidéo : Pol van Boekel |

| Argentine | Arabie saoudite |

| ARGENTINE :     |    |                    |     |
|                 |    |                    |     |
| Gardien de but  | 23 | Emiliano Martínez  |     |
|                 | 03 | Nicolás Tagliafico | 71e |
|                 | 19 | Nicolás Otamendi   |     |
|                 | 13 | Cristian Romero    | 59e |
|                 | 26 | Nahuel Molina      |     |
|                 | 05 | Leandro Paredes    | 59e |
|                 | 07 | Rodrigo De Paul    |     |
|                 | 17 | Papu Gómez         | 59e |
|                 | 10 | Lionel Messi       |     |
|                 | 11 | Ángel Di María     |     |
|                 | 22 | Lautaro Martínez   |     |
| Remplaçants :   |    |                    |     |
|                 | 25 | Lisandro Martínez  | 59e |
|                 | 09 | Julián Álvarez     | 59e |
|                 | 24 | Enzo Fernández     | 59e |
|                 | 08 | Marcos Acuña       | 71e |
| Sélectionneur : |    |                    |     |
| Lionel Scaloni  |    |                    |     |

| ARABIE SAOUDITE : |    |                     |       |       |     |
|                   |    |                     |       |       |     |
| Gardien de but    | 21 | Mohammed Al-Owais   | 90+2e |       |     |
|                   | 13 | Yasser Al-Shahrani  |       | 90+9e |     |
|                   | 05 | Ali Al-Bulaihi      | 75e   |       |     |
|                   | 17 | Hassan Al-Tambakti  |       |       |     |
|                   | 12 | Saud Abdulhamid     | 82e   |       |     |
|                   | 10 | Salem Al-Dawsari    | 79e   |       |     |
|                   | 08 | Abdulellah Al-Malki | 67e   |       |     |
|                   | 23 | Mohamed Kanno       |       |       |     |
|                   | 11 | Saleh Al-Shehri     |       | 78e   |     |
|                   | 07 | Salman Al-Faraj     |       | 45+4e |     |
|                   | 09 | Firas Al-Buraikan   |       | 89e   |     |
| Remplaçants :     |    |                     |       |       |     |
|                   | 18 | Nawaf al-Abed       | 88e   | 45+4e | 89e |
|                   | 02 | Sultan Al-Ghannam   |       | 78e   |     |
|                   | 04 | Abdulelah Al-Amri   |       | 89e   |     |
|                   | 25 | Haitham Asiri       |       |       | 89e |
|                   | 06 | Mohammed Al-Breik   |       | 90+9e |     |
| Sélectionneur :   |    |                     |       |       |     |
| Hervé Renard      |    |                     |       |       |     |

| Assistants : Tomaž Klančnik Andraž Kovačič Quatrième arbitre : Maguette Ndiaye Assistants arbitre vidéo : Bastian Dankert Abdelhak Etchiali Ricardo de Burgos Bengoetxea Homme du Match : Mohammed Al-Owais |

### Mexique - Pologne
| Match 7                                                      | Mexique | 0 - 0   | Pologne | Stade 974, Doha                                                          |                                                                          |
| 22 novembre 2022 · 19:00 (UTC+3) · Historique des rencontres |         | (0 - 0) |         | Spectateurs : 39 369 Arbitrage : Chris Beath Arbitre vidéo : Shaun Evans | Spectateurs : 39 369 Arbitrage : Chris Beath Arbitre vidéo : Shaun Evans |
| 22 novembre 2022 · 19:00 (UTC+3) · Historique des rencontres | Rapport |         |         | Spectateurs : 39 369 Arbitrage : Chris Beath Arbitre vidéo : Shaun Evans | Spectateurs : 39 369 Arbitrage : Chris Beath Arbitre vidéo : Shaun Evans |

| Mexique | Pologne |

| MEXIQUE :       |    |                          |     |     |
|                 |    |                          |     |     |
| Gardien de but  | 13 | Guillermo Ochoa          |     |     |
|                 | 23 | Jesús Gallardo           |     |     |
|                 | 15 | Héctor Moreno            | 56e |     |
|                 | 03 | César Montes             |     |     |
|                 | 19 | Jorge Sánchez            | 29e |     |
|                 | 24 | Luis Chávez              |     |     |
|                 | 04 | Edson Álvarez            |     |     |
|                 | 16 | Héctor Herrera           |     | 71e |
|                 | 10 | Alexis Vega              |     | 84e |
|                 | 20 | Henry Martín             |     | 71e |
|                 | 22 | Hirving Lozano           |     |     |
| Remplaçants :   |    |                          |     |     |
|                 | 08 | Carlos Alberto Rodríguez |     | 71e |
|                 | 09 | Raúl Jiménez             |     | 71e |
|                 | 21 | Uriel Antuna             |     | 84e |
| Sélectionneur : |    |                          |     |     |
| Gerardo Martino |    |                          |     |     |

| POLOGNE :           |    |                       |     |     |
|                     |    |                       |     |     |
| Gardien de but      | 01 | Wojciech Szczęsny     |     |     |
|                     | 02 | Matty Cash            |     |     |
|                     | 14 | Jakub Kiwior          |     |     |
|                     | 15 | Kamil Glik            |     |     |
|                     | 18 | Bartosz Bereszyński   |     |     |
|                     | 21 | Nicola Zalewski       |     | 46e |
|                     | 19 | Sebastian Szymański   |     | 71e |
|                     | 10 | Grzegorz Krychowiak   |     |     |
|                     | 13 | Jakub Kamiński        |     |     |
|                     | 09 | Robert Lewandowski    |     |     |
|                     | 20 | Piotr Zieliński       |     | 87e |
| Remplaçants :       |    |                       |     |     |
|                     | 06 | Krystian Bielik       |     | 46e |
|                     | 24 | Przemysław Frankowski | 76e | 71e |
|                     | 07 | Arkadiusz Milik       |     | 87e |
| Sélectionneur :     |    |                       |     |     |
| Czesław Michniewicz |    |                       |     |     |

| Assistants : Anton Shchetinin Ashley Beecham Quatrième arbitre : Stéphanie Frappart Assistants arbitre vidéo : Nicolás Gallo Martín Soppi Juan Soto Homme du Match : Guillermo Ochoa |

## 2ejournée

### Pologne - Arabie saoudite
| Match 22                                                     | Pologne                                        | 2 - 0   | Arabie saoudite | Stade Education City, Al Rayyan                                              |                                                                              |
| 26 novembre 2022 · 16:00 (UTC+3) · Historique des rencontres | ( Lewandowski) Zieliński 39e · Lewandowski 82e | (1 - 0) |                 | Spectateurs : 44 259 Arbitrage : Wilton Sampaio Arbitre vidéo : Drew Fischer | Spectateurs : 44 259 Arbitrage : Wilton Sampaio Arbitre vidéo : Drew Fischer |
| 26 novembre 2022 · 16:00 (UTC+3) · Historique des rencontres | Rapport                                        |         |                 | Spectateurs : 44 259 Arbitrage : Wilton Sampaio Arbitre vidéo : Drew Fischer | Spectateurs : 44 259 Arbitrage : Wilton Sampaio Arbitre vidéo : Drew Fischer |

| Pologne | Arabie saoudite |

| POLOGNE :           |    |                       |     |     |
|                     |    |                       |     |     |
| Gardien de but      | 01 | Wojciech Szczęsny     |     |     |
|                     | 18 | Bartosz Bereszyński   |     |     |
|                     | 14 | Jakub Kiwior          | 15e |     |
|                     | 15 | Kamil Glik            |     |     |
|                     | 02 | Matty Cash            | 16e |     |
|                     | 06 | Krystian Bielik       |     |     |
|                     | 10 | Grzegorz Krychowiak   |     |     |
|                     | 24 | Przemysław Frankowski |     |     |
|                     | 20 | Piotr Zieliński       |     | 63e |
|                     | 07 | Arkadiusz Milik       | 19e | 71e |
|                     | 09 | Robert Lewandowski    |     |     |
| Remplaçants :       |    |                       |     |     |
|                     | 13 | Jakub Kamiński        |     | 63e |
|                     | 23 | Krzysztof Piątek      |     | 71e |
| Sélectionneur :     |    |                       |     |     |
| Czesław Michniewicz |    |                       |     |     |

| ARABIE SAOUDITE : |    |                      |       |     |       |
|                   |    |                      |       |     |       |
| Gardien de but    | 21 | Mohammed Al-Owais    |       |     |       |
|                   | 06 | Mohammed Al-Breik    |       | 65e |       |
|                   | 05 | Ali Al-Bulaihi       |       |     |       |
|                   | 04 | Abdulelah Al-Amri    | 45+4e |     |       |
|                   | 12 | Saud Abdulhamid      |       |     |       |
|                   | 08 | Abdulellah Al-Malki  | 20e   | 85e |       |
|                   | 23 | Mohamed Kanno        |       |     |       |
|                   | 16 | Sami Al-Najei        |       | 46e |       |
|                   | 10 | Salem Al-Dawsari     |       |     |       |
|                   | 11 | Saleh Al-Shehri      |       | 85e |       |
|                   | 09 | Firas Al-Buraikan    |       |     |       |
| Remplaçants :     |    |                      |       |     |       |
|                   | 18 | Nawaf al-Abed        |       | 46e | 90+5e |
|                   | 02 | Sultan Al-Ghanam     |       | 65e |       |
|                   | 20 | Abdulrahman Al-Aboud |       | 85e |       |
|                   | 24 | Nasser Al-Dawsari    |       | 85e |       |
|                   | 19 | Hattan Bahebri       |       |     | 90+5e |
| Sélectionneur :   |    |                      |       |     |       |
| Hervé Renard      |    |                      |       |     |       |

| Assistants : Bruno Boschilia Bruno Pires Quatrième arbitre : Kevin Ortega Assistants arbitre vidéo : Armando Villarreal Nicolás Taran Leodán González Homme du Match : Robert Lewandowski |

### Argentine -	Mexique
| Match 24                                                     | Argentine                                      | 2 - 0   | Mexique | Stade de Lusail, Lusail                                                             |                                                                                     |
| 26 novembre 2022 · 22:00 (UTC+3) · Historique des rencontres | ( Di María) Messi 64e · ( Messi) Fernández 87e | (0 - 0) |         | Spectateurs : 88 966 Arbitrage : Daniele Orsato Arbitre vidéo : Massimiliano Irrati | Spectateurs : 88 966 Arbitrage : Daniele Orsato Arbitre vidéo : Massimiliano Irrati |
| 26 novembre 2022 · 22:00 (UTC+3) · Historique des rencontres | Rapport                                        |         |         | Spectateurs : 88 966 Arbitrage : Daniele Orsato Arbitre vidéo : Massimiliano Irrati | Spectateurs : 88 966 Arbitrage : Daniele Orsato Arbitre vidéo : Massimiliano Irrati |

| Argentine | Mexique |

| ARGENTINE :     |    |                     |     |     |
|                 |    |                     |     |     |
| Gardien de but  | 23 | Emiliano Martínez   |     |     |
|                 | 08 | Marcos Acuña        |     |     |
|                 | 25 | Lisandro Martínez   |     |     |
|                 | 19 | Nicolás Otamendi    |     |     |
|                 | 04 | Gonzalo Montiel     | 43e | 63e |
|                 | 20 | Alexis Mac Allister |     | 69e |
|                 | 18 | Guido Rodríguez     |     | 57e |
|                 | 07 | Rodrigo De Paul     |     |     |
|                 | 11 | Ángel Di María      |     | 69e |
|                 | 22 | Lautaro Martínez    |     | 63e |
|                 | 10 | Lionel Messi        |     |     |
| Remplaçants :   |    |                     |     |     |
|                 | 24 | Enzo Fernández      |     | 57e |
|                 | 09 | Julián Álvarez      |     | 63e |
|                 | 26 | Nahuel Molina       |     | 63e |
|                 | 14 | Exequiel Palacios   |     | 69e |
|                 | 13 | Cristian Romero     |     | 69e |
| Sélectionneur : |    |                     |     |     |
| Lionel Scaloni  |    |                     |     |     |

| MEXIQUE :       |    |                  |     |     |
|                 |    |                  |     |     |
| Gardien de but  | 13 | Guillermo Ochoa  |     |     |
|                 | 23 | Jesús Gallardo   |     |     |
|                 | 15 | Héctor Moreno    |     |     |
|                 | 03 | César Montes     |     |     |
|                 | 02 | Néstor Araujo    | 22e |     |
|                 | 26 | Kevin Álvarez    |     | 66e |
|                 | 24 | Luis Chávez      |     |     |
|                 | 18 | Andrés Guardado  |     | 42e |
|                 | 16 | Héctor Herrera   | 66e |     |
|                 | 10 | Alexis Vega      |     | 66e |
|                 | 22 | Hirving Lozano   |     | 73e |
| Remplaçants :   |    |                  |     |     |
|                 | 14 | Érick Gutiérrez  | 50e | 42e |
|                 | 21 | Uriel Antuna     |     | 66e |
|                 | 09 | Raúl Jiménez     |     | 66e |
|                 | 25 | Roberto Alvarado | 89e | 73e |
| Sélectionneur : |    |                  |     |     |
| Gerardo Martino |    |                  |     |     |

| Assistants : Ciro Carbone Alessandro Giallatini Quatrième arbitre : István Kovács Assistants arbitre vidéo : Paolo Valeri Roberto Díaz Pérez del Palomar Jérôme Brisard Homme du Match : Lionel Messi |

## 3ejournée

### Pologne - Argentine
| Match 39                                                     | Pologne | 0 - 2   | Argentine                                             | Stade 974, Doha                                                                |                                                                                |
| 30 novembre 2022 · 22:00 (UTC+3) · Historique des rencontres |         | (0 - 0) | 46e Mac Allister (Molina ) · 67e Álvarez (Fernández ) | Spectateurs : 44 089 Arbitrage : Danny Makkelie Arbitre vidéo : Pol van Boekel | Spectateurs : 44 089 Arbitrage : Danny Makkelie Arbitre vidéo : Pol van Boekel |
| 30 novembre 2022 · 22:00 (UTC+3) · Historique des rencontres | Rapport |         |                                                       | Spectateurs : 44 089 Arbitrage : Danny Makkelie Arbitre vidéo : Pol van Boekel | Spectateurs : 44 089 Arbitrage : Danny Makkelie Arbitre vidéo : Pol van Boekel |

| Pologne | Argentine |

| POLOGNE :           |    |                       |     |     |
|                     |    |                       |     |     |
| Gardien de but      | 01 | Wojciech Szczęsny     |     |     |
|                     | 18 | Bartosz Bereszyński   |     | 72e |
|                     | 14 | Jakub Kiwior          |     |     |
|                     | 15 | Kamil Glik            |     |     |
|                     | 02 | Matty Cash            |     |     |
|                     | 10 | Grzegorz Krychowiak   | 78e | 83e |
|                     | 06 | Krystian Bielik       |     | 62e |
|                     | 24 | Przemysław Frankowski |     | 46e |
|                     | 16 | Karol Świderski       |     | 46e |
|                     | 20 | Piotr Zieliński       |     |     |
|                     | 09 | Robert Lewandowski    |     |     |
| Remplaçants :       |    |                       |     |     |
|                     | 26 | Michał Skóraś         |     | 46e |
|                     | 13 | Jakub Kamiński        |     | 46e |
|                     | 19 | Sebastian Szymański   |     | 62e |
|                     | 03 | Artur Jędrzejczyk     |     | 72e |
|                     | 23 | Krzysztof Piątek      |     | 83e |
| Sélectionneur :     |    |                       |     |     |
| Czesław Michniewicz |    |                       |     |     |

| ARGENTINE :     |    |                     |     |     |
|                 |    |                     |     |     |
| Gardien de but  | 23 | Emiliano Martínez   |     |     |
|                 | 08 | Marcos Acuña        | 49e | 59e |
|                 | 19 | Nicolás Otamendi    |     |     |
|                 | 13 | Cristian Romero     |     |     |
|                 | 26 | Nahuel Molina       |     |     |
|                 | 24 | Enzo Fernández      |     | 79e |
|                 | 07 | Rodrigo De Paul     |     |     |
|                 | 20 | Alexis Mac Allister |     | 83e |
|                 | 09 | Julián Álvarez      |     | 79e |
|                 | 10 | Lionel Messi        |     |     |
|                 | 11 | Ángel Di María      |     | 59e |
| Remplaçants :   |    |                     |     |     |
|                 | 05 | Leandro Paredes     |     | 59e |
|                 | 03 | Nicolás Tagliafico  |     | 59e |
|                 | 06 | Germán Pezzella     |     | 79e |
|                 | 22 | Lautaro Martínez    |     | 79e |
|                 | 16 | Thiago Almada       |     | 83e |
| Sélectionneur : |    |                     |     |     |
| Lionel Scaloni  |    |                     |     |     |

| Assistants : Hessel Steegstra Jan de Vries Quatrième arbitre : Said Martínez Assistants arbitre vidéo : Bastian Dankert Kathryn Nesbitt Juan Soto Homme du Match : Alexis Mac Allister |

### Arabie saoudite - Mexique
| Match 40                                                     | Arabie saoudite                | 1 - 2   | Mexique                           | Stade de Lusail, Lusail                                                             |                                                                                     |
| 30 novembre 2022 · 22:00 (UTC+3) · Historique des rencontres | ( Bahebri) S. Al-Dawsari 90+5e | (0 - 0) | 47e Martín (Montes ) · 52e Chávez | Spectateurs : 84 985 Arbitrage : Michael Oliver Arbitre vidéo : Massimiliano Irrati | Spectateurs : 84 985 Arbitrage : Michael Oliver Arbitre vidéo : Massimiliano Irrati |
| 30 novembre 2022 · 22:00 (UTC+3) · Historique des rencontres | Rapport                        |         |                                   | Spectateurs : 84 985 Arbitrage : Michael Oliver Arbitre vidéo : Massimiliano Irrati | Spectateurs : 84 985 Arbitrage : Michael Oliver Arbitre vidéo : Massimiliano Irrati |

| Arabie saoudite | Mexique |

| ARABIE SAOUDITE : |    |                      |       |     |
|                   |    |                      |       |     |
| Gardien de but    | 21 | Mohammed Al-Owais    |       |     |
|                   | 04 | Abdulelah Al-Amri    | 90+1e |     |
|                   | 05 | Ali Al-Bulaihi       |       | 37e |
|                   | 17 | Hassan Al-Tambakti   | 52e   |     |
|                   | 02 | Sultan Al-Ghanam     |       | 88e |
|                   | 23 | Mohamed Kanno        |       |     |
|                   | 15 | Ali Al-Hassan        | 34e   | 46e |
|                   | 12 | Saud Abdulhamid      |       |     |
|                   | 10 | Salem Al-Dawsari     |       |     |
|                   | 11 | Saleh Al-Shehri      | 28e   | 62e |
|                   | 09 | Firas Al-Buraikan    |       |     |
| Remplaçants :     |    |                      |       |     |
|                   | 26 | Riyadh Sharahili     |       | 37e |
|                   | 03 | Abdullah Madu        | 81e   | 46e |
|                   | 20 | Abdulrahman Al-Aboud |       | 62e |
|                   | 19 | Hattan Bahebri       | 90+7e | 88e |
| Sélectionneur :   |    |                      |       |     |
| Hervé Renard      |    |                      |       |     |

| MEXIQUE :       |    |                          |     |     |
|                 |    |                          |     |     |
| Gardien de but  | 13 | Guillermo Ochoa          |     |     |
|                 | 23 | Jesús Gallardo           |     |     |
|                 | 15 | Héctor Moreno            |     |     |
|                 | 03 | César Montes             |     |     |
|                 | 19 | Jorge Sánchez            |     | 86e |
|                 | 04 | Edson Álvarez            | 16e | 86e |
|                 | 24 | Luis Chávez              |     |     |
|                 | 17 | Orbelín Pineda           |     | 77e |
|                 | 10 | Alexis Vega              |     | 46e |
|                 | 20 | Henry Martín             |     | 77e |
|                 | 22 | Hirving Lozano           |     |     |
| Remplaçants :   |    |                          |     |     |
|                 | 21 | Uriel Antuna             |     | 46e |
|                 | 09 | Raúl Jiménez             |     | 77e |
|                 | 08 | Carlos Alberto Rodríguez |     | 77e |
|                 | 26 | Kevin Álvarez            |     | 86e |
|                 | 11 | Rogelio Funes Mori       |     | 86e |
| Sélectionneur : |    |                          |     |     |
| Gerardo Martino |    |                          |     |     |

| Assistants : Stuart Burt Simon Bennett Quatrième arbitre : István Kovács Assistants arbitre vidéo : Paolo Valeri Alessandro Giallatini Alejandro Hernández Hernández Homme du Match : Luis Chávez |

## Homme du match
| Match | Résultats       | Résultats | Résultats       | Homme du match      |
| ----- | --------------- | --------- | --------------- | ------------------- |
| 8     | Argentine       | 1 - 2     | Arabie saoudite | Mohammed Al-Owais   |
| 7     | Mexique         | 0 - 0     | Pologne         | Guillermo Ochoa     |
| 22    | Pologne         | 2 - 0     | Arabie saoudite | Robert Lewandowski  |
| 24    | Argentine       | 2 - 0     | Mexique         | Lionel Messi        |
| 39    | Pologne         | 0 - 2     | Argentine       | Alexis Mac Allister |
| 40    | Arabie saoudite | 1 - 2     | Mexique         | Luis Chávez         |

## Liste des buteurs
2 buts
- Salem Al-Dawsari
- Lionel Messi

1 but
- Saleh Al-Shehri
- Julián Álvarez
- Enzo Fernández
- Alexis Mac Allister
- Luis Chávez
- Henry Martín
- Robert Lewandowski
- Piotr Zieliński

## Liste des passeurs
1 passe décisive
- Firas Al-Buraikan
- Hattan Bahebri
- Ángel Di María
- Enzo Fernández
- Lionel Messi
- Nahuel Molina
- César Montes
- Robert Lewandowski